# Kovács Árpád (mérnök)
Kovács Árpád (Szombathely, 1948. február 3. –) mérnök, közgazdász, egyetemi oktató, az Állami Számvevőszék elnöke 1997 és 2009 között, 2012. január 10-től a Költségvetési Tanács elnöke.

## Tanulmányai
1966-ban érettségizett, majd felvették a Budapesti Műszaki Egyetem (BME) Építőmérnöki Karára, ahol 1971-ben kapott építőmérnöki diplomát, majd az Építészmérnöki Karra járt 1974 és 1976 között, ahol szervező szakmérnöki képesítést szerzett. 1979-ben doktorált és 2001-ben szerezte meg PhD-fokozatát a BME-n.

## Rendszerváltás előtti pályafutása
1971-ben az Uvaterv autópálya-irodáján lett tervezőmérnök, majd 1975 és 1979 között a Közlekedési és Postaügyi Minisztérium főelőadója volt. 1979-ben a Központi Népi Ellenőrzési Bizottság (KNEB) gazdasági szakértője lett, majd 1986-ban annak közlekedési és építésügyi főosztályvezetője lett. 1989-ben az Amerikai Egyesült Államok számvevőszékénél tett tanulmányutat.

## Rendszerváltás utáni pályafutása
1990-ben az újjáalakult Állami Számvevőszék főcsoportfőnöke, később igazgatója lett. Emellett 1993-ban rövid ideig az Európai Unió (EU) brüsszeli központjában gyakornokoskodott. 
1996-ban az ÁPV Rt. igazgatótanácsának elnökévé választják, 1997-ben az Állami Számvevőszék elnökévé választották. Közben 2004 és 2007 között a számvevőszékek világszervezetének, az INTOSAI kormányzótanácsának elnöke is volt.
A Magyar Közgazdasági Társaság (MKT) elnökségi tagja volt, majd 2002-ben annak alelnökévé, 2008-ban elnökévé választották. 2003-ban habilitált. 2008-tól az Eötvös Loránd Tudományegyetem Állam- és Jogtudományi Kar Közgazdaságtani és statisztikai tanszékének egyetemi docense, a Szegedi Tudományegyetem egyetemi tanára.
Miután távozott az ÁSZ éléről, 2010 júniusától a Magyar Nemzeti Vagyonkezelő Zrt. (MNV Zrt.) igazgatóságának tagja. 2010. július 6-án a Magyar Labdarúgó-szövetség (MLSZ) egyik elnökségi tagjává választották. 2010 augusztusától a Magyar Villamos Művek Zrt. (MVM Zrt.) Felügyelő Bizottságának elnöke.
A nemzetközi Trilaterális Bizottság tagja.

## Kutatási területe
Kutatási területe az állami beruházások ellenőrzése, az állami ellenőrzés rendszere, a privatizáció és a korrupcióellenes küzdelem vizsgálata.

## Családja
Nős, egy felnőtt fiúgyermek édesapja.

## Művei
- Kovács Árpád–Lóránt Zoltán: Az államháztartás és az állami vagyon működése, ellenőrzése; ELTE Jogi Továbbképző Intézet–Mobil Kft., Bp., 2003
- Pénzügyi ellenőrzés változó erőtérben; Perfekt, Bp., 2003
- Báger Gusztáv–Kovács Árpád: Privatisation in Hungary. Summary study. Working papers; Research and Development Institute of the SAO of Hungary, Bp., 2004
- Az ellenőrzés rendszere és módszerei; szerk. Kovács Árpád; Perfekt, Bp., 2007
- Közpénzügyek; ELTE Eötvös, Bp., 2010 (ELTE jogi kari jegyzetek)
- Nem véreb, hanem őrkutya. Kovács Árpáddal, az Állami Számvevőszék volt elnökével beszélget Mezei Károly; Kairosz, Bp., 2010 (Magyarnak lenni)
- Vázlatos betekintés a közpénzügyi döntéshozatalba; Oktatáskutató és Fejlesztő Intézet, Bp., 2014
- Az első hetven év. Életrajzi töredékek a családról és pályáról; Éghajlat, Bp., 2019